# Eda Ahi

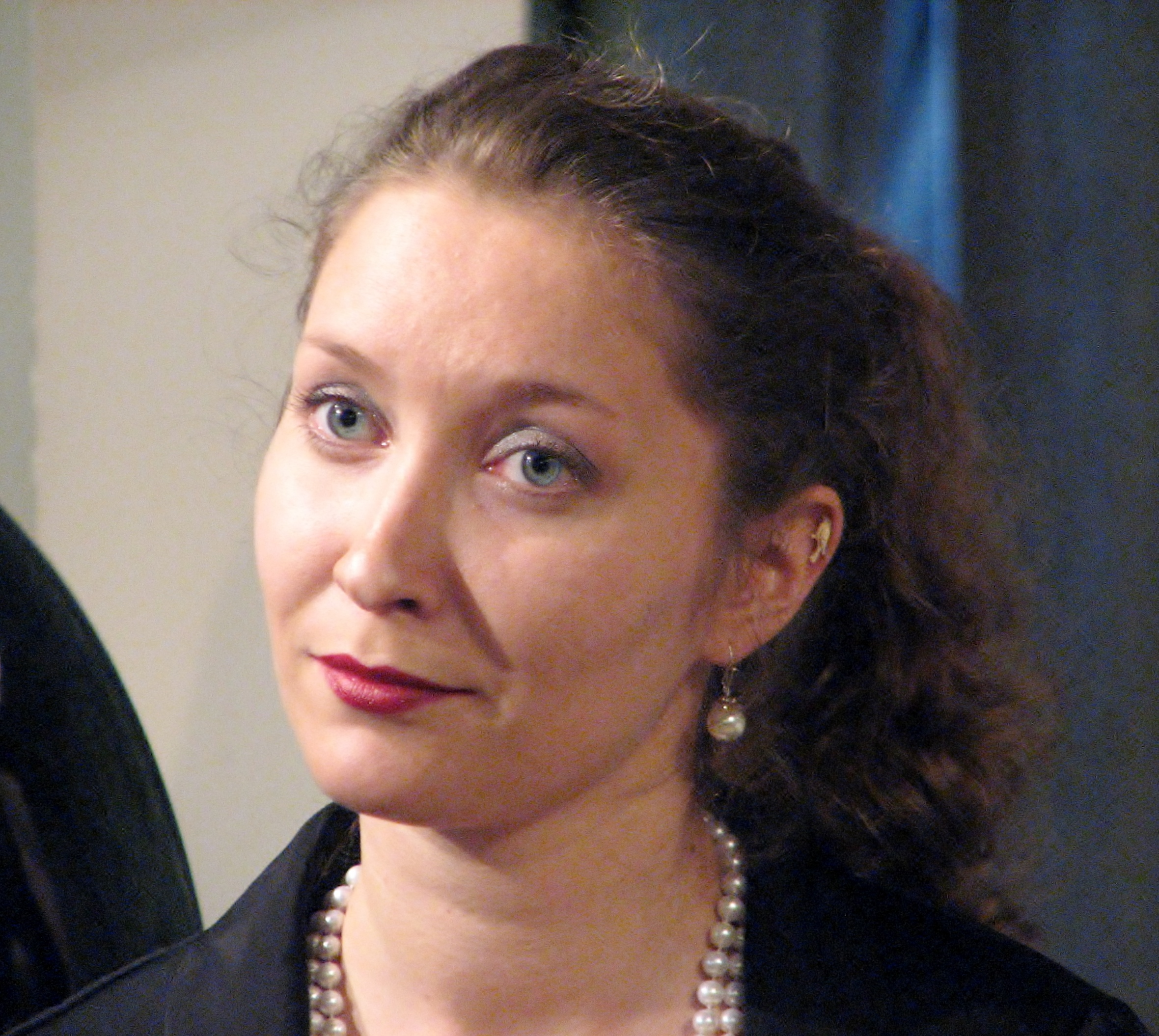
Eda Ahi (2014)

Eda Ahi (nascida a 1 de fevereiro de 1990 em Tallinn) é uma poetisa, tradutora e diplomata estoniana.
Ela formou-se na Universidade de Tartu, onde recebeu o título de mestre com especialidade em cultura russa. Após se formar, ela trabalhou como diplomata na Ucrânia.

## Obras
- Coleção de poesia de 2012 Maskiball (Máscara)
- Coleção de poesia de 2018 Sadam (Porto)
- Coleção de poesia de 2019 Sõda ja rahutus (Guerra e desordem)